# 스티브 울프하드
스티브 울프하드(영어: Steve Wolfhard)는 캐나다의 예술가이다.

## 생애
캐나다 온타리오주에서 자라 2003년에는 쉐리던 칼리지의 고전 애니메이션 수업을 졸업했다. 졸업 후에는 《꿈을 찍는 이안》과 《달콤살벌 미스터 캣》의 캐릭터 디자이너로 일했다.

## 수상
톰 허피치와 함께 《어드벤처 타임》의 에피소드 "Be More"로 프라임타임 에미상 후보에 올랐다.

## 작품
| 연도      | 제목                   | 역할                      |
| --------- | ---------------------- | ------------------------- |
| 2005~08   | 《꿈을 찍는 이안》     | 캐릭터 디자이너           |
| 2007~09   | 《뿌까》               | 캐릭터 디자이너           |
| 2008~11   | 《달콤살벌 미스터 캣》 | 캐릭터 디자이너           |
| 2011~현재 | 《어드벤처 타임》      | 스토리보드 아티스트, 작가 |
| 2014      | 《오버 더 가든 월》    | 스토리보드 아티스트, 작가 |